# Жгув
Жгув (пол. Rzgów) — город в Польше, входит в Лодзинское воеводство, Восточно-Лодзинский повят. Расположен на реке Нер. Население — 3380 человек (на 2015 год).

## История
Первые упоминания о Жгуве относятся к 1378 году. Поселение, согласно немецким законам, считалось деревней. В 1467 году благодаря усилиям тогдашнего руководства города, король Казимир IV Ягеллончик предоставил поселению права города.
С 1807 года — в составе Российской империи.
С 1918 года — в составе Польши.

## Спорт
В региональных соревнованиях по футболу город Жгув представляет команда «Завиша».